# Thomas Coville

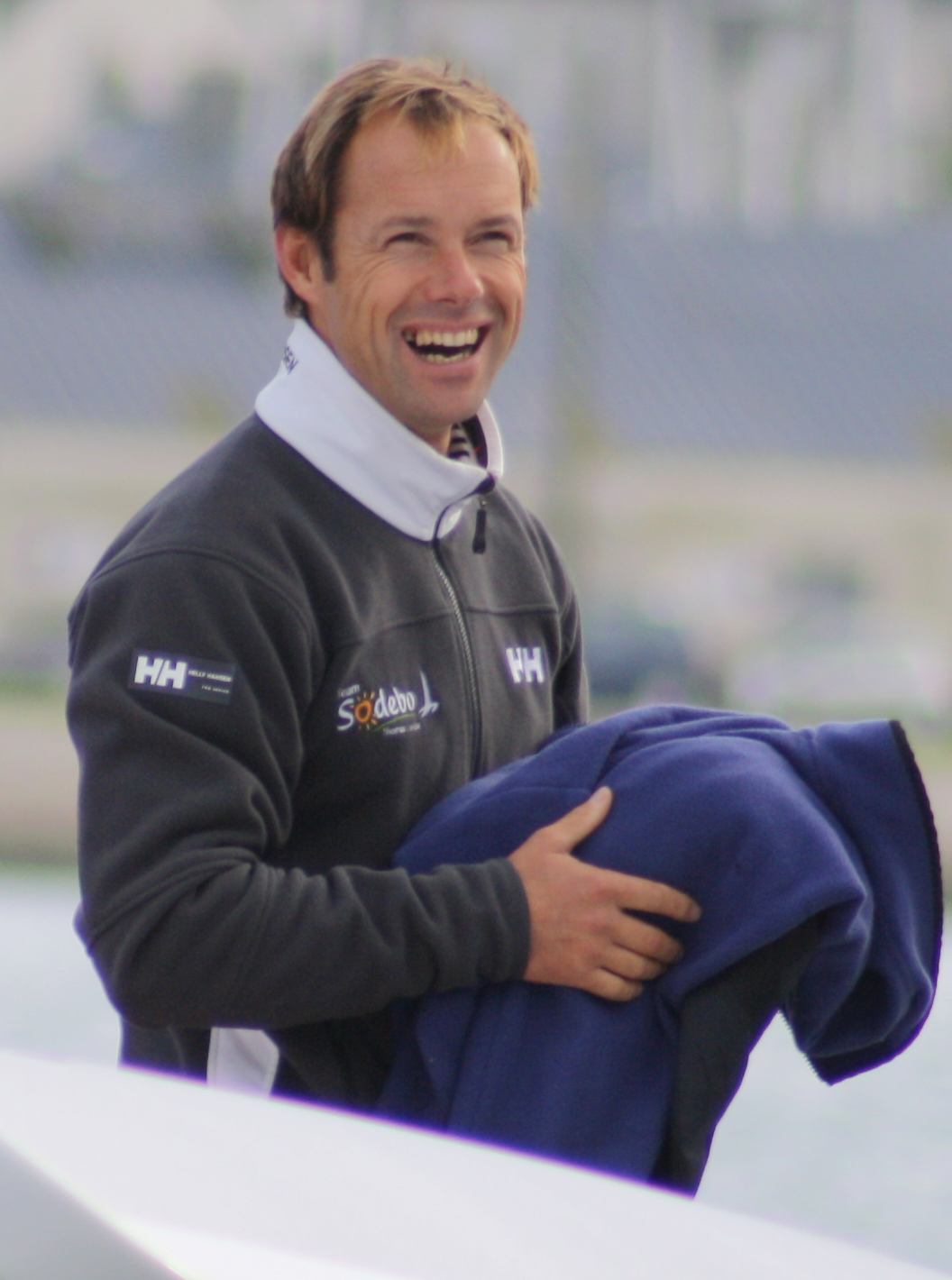
Thomas Coville

Thomas Coville (Rennes, 10 de maio de 1968) é um velejador francês.
Entre outras boas classificações assinalam-se :
- primeiro na Rota do Rum em 1998 e terceiro em 2010
- primeiro na Transat Jacques-Vabre em 1999
- segundo da Transat Inglesa em 2004
- recorde da travessia do Atlântico Norte à vela Este-Oeste em 2005
- recorde da travessia do Atlântico Norte à vela  com um recorde de distância à vela em 24 horas,[2]em 2008
- tentativa de recorde da volta ao mundo à vela em solitário, no tempo apreciável de 61 dias, em 2011